# Костенко Олена Опанасівна
Олена Опанасівна Костенко (18.01.1947, Чернігів — 20.04.2021, Харків) — заслужена діячка мистецтв України, доцентка, фундаторка харківської цимбальної школи, відома викладачка, методистка, авторка багатьох концертних перекладень для цимбалів та ансамблів за участю цимбалів, творчих проєктів, багаторазовий член журі міжнародних та всеукраїнських конкурсів та фестивалів, учасниця Світових науково-практичних конгресів цимбалістів.

## Біографія[1]
Закінчила Гомельське музичне училище ім. М. Соколовського по класу цимбалів у Г.Беспалька (1966), Білоруську державну консерваторію у класі народного артиста СРСР, професора Й. Жиновича (1971), засновника школи гри на білоруських цимбалах та філармонічного оркестру цимбалістів.
Але саме з Харковом пов'язані самі активні роки творчого життя.
1979 рік — відкриття першого в Харкові на рівні початкової мистецької освіти класу цимбалів та початок викладання гри на цимбалах в Дитячій музичній школі № 9 імені В.І. Сокальського.
1986 рік — відкриття класу навчання гри на цимбалах у Харківський музичний фаховий коледж ім. Б.М. Лятошинського, в якому протягом 1991—2004 років Олена Костенко була головою предметно-циклової комісії «Народні інструменти» та працювала до останніх днів життя.
1990 рік — відкриття класу навчання гри на цимбалах в Харківський національний університет мистецтв імені Івана Котляревського та початок довжиною понад 30-ті років викладацько-просвітницької діяльності.

## Викладацька діяльність
Серед її вихованців понад 25 лауреатів міжнародних та всеукраїнських конкурсів: В. Дмитренко (викладач-методист Стрітівського педагогічного коледжу кобзарського мистецтва та Київської школи мистецтв № 6 імені Г. Жуковського), О. Савицька (старший викладач Харківської державної академії культури), Т. Стрілець (викладач-методист Харківського вищого коледжу мистецтв), Л. Тюкова, О. Юрченко (кандидат мистецтвознавства, завідувач відділу аспірантури, асистентури-стажування, докторантури та старший викладач Харківського національного університету мистецтв імені І.П. Котляревського, викладач-методист Харківського музичного фахового коледжу ім. Б.М. Лятошинського), М. Кужба (викладач Харківського національного університету мистецтв імені І.П. Котляревського, артист Великого академічного Слобожанського ансамблю пісні і танцю), О. Лебединська, М. Клименко, О. Остапчук, О. Власенко, А. Аулова, А. Шморгун, А. Кущ, М. Зорова (викладачі шкіл естетичного виховання міста Харкова) та інші.

## Науково-методична робота
О. Костенко автор багатьох публікацій, серед яких є історико-дослідницькі та навчально-методичні видання:
- Твори харківських композиторів для цимбалів — рукопис (Харків, 1999)

- Деякі тенденції використання технічних та виразних можливостей цимбалів у творчості харківських композиторів. Матеріали міжвузівської науково-методичної конференції професорсько-викладацького складу (Харків, 2001)

- Короткий огляд розвитку цимбального мистецтва у Харкові. Довідник Світового конгресу цимбалістів (Львів, 2001)

- Концертні твори для цимбалів: збірка перекладень творів для цимбалів, I частина (Харків, 2007)

- Історична довідка про розвиток цимбалів у Харкові. Стаття зі збірки «З музично-педагогічного досвіду» (Харків, 2008)

- Костенко О., Назаренко Л. Історія відділу народних інструментів Харківського музичного училища ім. Б.М. Лятошинського (Харків, 2010)

- Програма для вищих навчальних закладів культури і мистецтв «Спеціальний клас цимбалів» (Харків, 2012)

- Методико-виконавський аналіз педагогічного репертуару ДМШ для цимбалів: програма для музичних училищ (Харків, 2016)

- Клас цимбалів: програма для музичних училищ (Харків, 2016)

- Концертні твори для цимбалів: збірка перекладів творів для цимбалів, II частина (Харків, 2016)

- Костенко О., Юрченко О., Кужба М. «Цимбальна веселка»: збірка ансамблів (Харків, 2016) та Костенко О., Юрченко О., Кужба М. «Цимбальна веселка»: збірка ансамблів (Київ, 2018)

- Костенко О., Юрченко О. Інтерпретуємо твори Бориса Михєєва. Перекладення для цимбалів: навчальний посібник (Харків, 2021)

## Просвітницька та творча діяльність
О. Костенко автор багатьох творчих мистецьких проєктів, які проходили в концертних залах Харківської філармонії, Харківського національного університету мистецтв імені І.П. Котляревського та Харківського музичного фахового коледжу ім. Б.М. Лятошинського.
- «Цимбали від „А“ до „Я“» (2005)

- «Вечір музики українських народних інструментів», присвячений 90-річчю ХДУМ, (2007)

- «Світ цимбалів від „А“ до „Я“» (2008, 2012)

- «Фестиваль ансамблів українських народних інструментів» (2009)

- «Цимбальна малеча» (2010, 2014, 2016, 2017, 2019)

- «Слобожанська малеча» (2011, 2013)

- «Світ цимбалів» (2013) — проєкт М. Кужбою у співавторстві з О. Костнеко за участю народного артиста України, кандидата мистецтвознавства, професора Тарас Баран

- «Грають цимбали» (2013, 2014)

- «Цимбали на Слобожанщині — ансамблева музика» (2015)

- «Цимбальне сузір'я Слобожанщини» (2017)

- «Інтерпретуймо музику Бориса Міхєєва на цимбалах» (2018)

- Дистанційний марафон «Цимбальна Слобожанщина» до 30-річчя класу цимбалів ХНУМ імені І.П. Котляревського (2020—2021).

## Матеріали про Олену Костенко
Костенко Олена Панасівна https://esu.com.ua/search_articles?id=3978
Костенко Олена Опанасівна http://muzunion.edu.kh.ua/chleni_spilki/kostenko_elena_afanasjevna/
Семінар-практикум викладачів класу цимбалів https://onmcpk.kh.ua/2018/12/06/seminar-vikladachiv-klasu-tsimbaliv/
Історія і сучасність класу цимбалів в ХНУМ імені І.П.Котляревського. 
До 30-річчя від дня заснування
https://www.researchgate.net/publication/350286303_HISTORY_AND_MODERNITY_OF_THE_CIMBALOM_CLASS_IN_I_P_KOTLYAREVSKY_KHNUA_TO_THE_30TH_ANNIVERSARY_OF_ITS_FOUNDATION
Фундатор харківської професійної цимбальної школи Олена Костенко, 1ч, програма Культурна Столиця https://youtu.be/x8vNJK8NEMM
Фундатор харківської професійної цимбальної школи Олена Костенко, 2ч, програма Культурна Столиця https://youtu.be/nUFAi1gdY-A